# Чорторийський провулок (Труханів острів)
Чортори́йський прову́лок — зниклий провулок міста Києва, що розташовувалася в робітничому селищі на Трухановому острові. Пролягав від Дулібської вулиці до кінця забудови.

## Історія
Виник під такою ж назвою 1907 року під час розпланування селища на Трухановому острові. Восени 1943 року при відступі з Києва німецькі окупанти спалили селище на острові, тоді ж припинила існування вся вулична мережа включно із Матвіївською вулицею.